# Teoria BCM
La teoria BCM, modificació sinàptica de BCM o la regla BCM, anomenada així per Elie Bienenstock, Leon Cooper i Paul Munro, és una teoria física de l'aprenentatge a l'escorça visual desenvolupada el 1981. El model BCM proposa un llindar lliscant per a la inducció de potenciació a llarg termini (LTP) o depressió a llarg termini (LTD), i afirma que la plasticitat sinàptica s'estabilitza mitjançant una adaptació dinàmica de l'activitat postsinàptica mitjana en el temps. Segons el model BCM, quan una neurona presinàptica s'encén, les neurones postsinàptiques tendiran a patir LTP si es troba en un estat d'alta activitat (p. ex., dispara a alta freqüència i/o té concentracions internes elevades de calci), o LTD si es troba en un estat de menor activitat (p. ex., disparant a baixa freqüència, concentracions internes baixes de calci). Aquesta teoria s'utilitza sovint per explicar com les neurones corticals poden patir tant LTP com LTD depenent de diferents protocols d'estímul de condicionament aplicats a les neurones presinàptiques (generalment estimulació d'alta freqüència, o HFS, per a LTP, o estimulació de baixa freqüència, LFS, per a LTD).

## Desenvolupament
El 1949, Donald Hebb va proposar un mecanisme de treball per a la memòria i l'adaptació computacional al cervell que ara s'anomena aprenentatge Hebbian, o la màxima que les cèl·lules que s'encenen juntes, es connecten juntes. Aquesta noció és fonamental en la comprensió moderna del cervell com a xarxa neuronal, i encara que no és universalment certa, segueix sent una bona primera aproximació recolzada per dècades d'evidència.

## Teoria
La regla bàsica de BCM pren la forma
{\displaystyle \,{\frac {dm_{j}(t)}{dt}}=\phi ({\textbf {c}}(t))d_{j}(t)-\epsilon m_{j}(t),}
on
- és el pes sinàptic de la sinapsi,
- és corrent d'entrada de la sinapsi,
- és el producte intern de pesos i corrents d'entrada (suma ponderada d'entrades),
- és una funció no lineal. Aquesta funció ha de canviar de signe en algun llindar , això és, si i només si . Consulteu a continuació els detalls i les propietats.
- i és la constant de temps (sovint insignificant) de la decadència uniforme de totes les sinapsis.

Aquest model és una forma modificada de la regla d'aprenentatge d'Hebbian, {\displaystyle {\dot {m_{j}}}=cd_{j}}, i requereix una elecció adequada de la funció {\displaystyle \phi } per evitar els problemes hebbians d'inestabilitat.